# Rondeletia leptacantha
Rondeletia leptacantha är en måreväxtart som beskrevs av Dc.. Rondeletia leptacantha ingår i släktet Rondeletia och familjen måreväxter. Inga underarter finns listade i Catalogue of Life.